# Pfarrkirche Inzersdorf

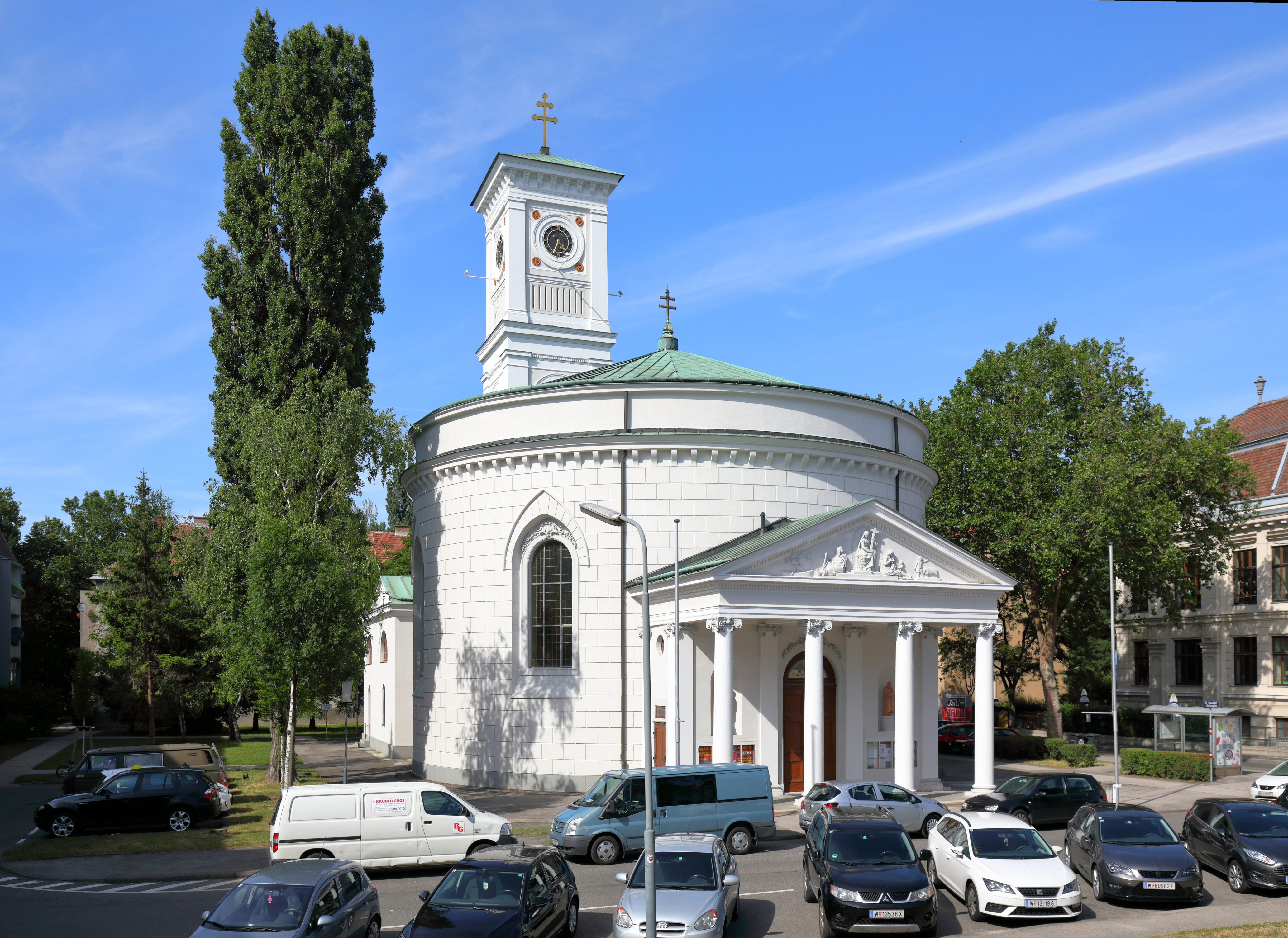
Pfarrkirche Inzersdorf, Außenansicht

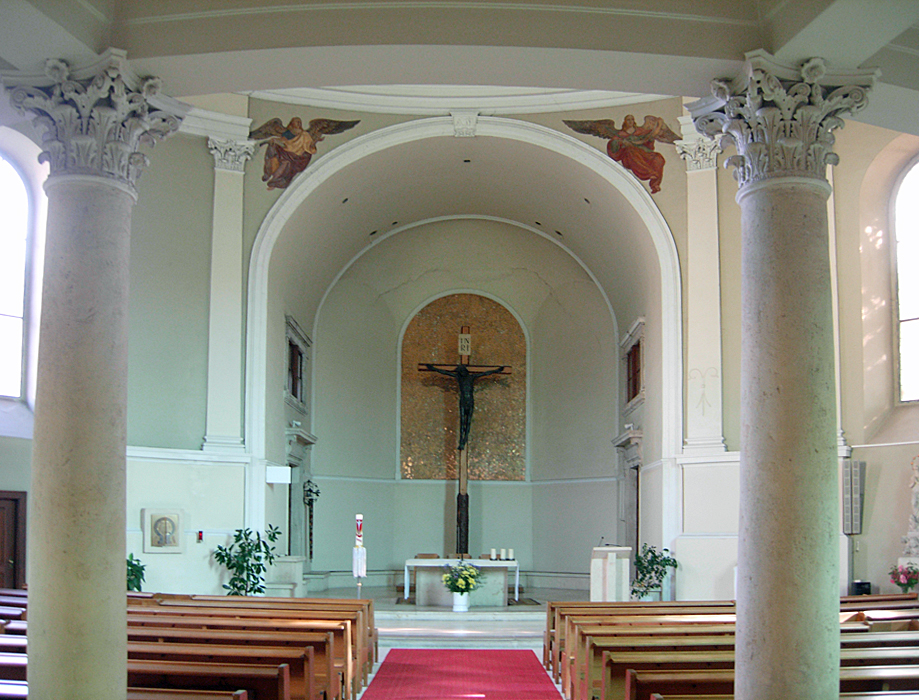
Innenansicht vor 2013 (mit altem Fußboden und Verbindungsgang zur Sakristei links)

Die Pfarrkirche Inzersdorf ist eine römisch-katholische Kirche im Stadtteil Inzersdorf im 23. Wiener Gemeindebezirk Liesing. Die dem Patrozinium des hl. Nikolaus unterstellte Pfarrkirche gehört zum Stadtdekanat 23 der Erzdiözese Wien. Die Kirche steht unter Denkmalschutz (Listeneintrag).

## Geschichte
Mit Gründungsjahr 1217 besitzt Inzersdorf eine der ältesten Pfarren im Raum Wien und die älteste des Gemeindebezirks Liesing. Nach der Türkenbelagerung verfiel der Pfarrhof und Inzersdorf wurde ein Zentrum des Protestantismus. Im Jahr 1742 wurde der gotische Vorgängerbau erneut renoviert, der aber am 8. Juni 1817 bei einem Brand zerstört wurde.
Von 1818 bis 1821 wurde die heutige Pfarrkirche als klassizistisches Bauwerk errichtet. Es handelt sich um einen kreisförmigen Zentralbau mit Kuppel und nordseitigem Kirchturm. 1845/1846 erfolgten durch den Grundherrn Alois Miesbach ein Umbau und eine Erweiterung um eine Sakristei, einen Chor sowie einen ionischen Säulenportikus. Sein Neffe, der Industrielle Heinrich von Drasche-Wartinberg ließ 1860 an der Ostseite der Kirche eine Grabkapelle für seine Familie errichten, die seit 1978 als Marienkapelle Verwendung findet.
Seit 1846 ist in der Kirche eine Nachbildung des Lettnerkreuzes aus dem Stephansdom aufgestellt. Nachdem das Original 1945 größtenteils verbrannte, wurde es nach Inzersdorfer Vorlage rekonstruiert.
Auch nach der Eingliederung des nördlichen Teil Inzersdorfs an Wien 1892 blieb das Pfarrgebiet unverändert und lag nun teils in Wien, teils in Inzersdorf. Erst 1989 wurde der nördliche Teil des Pfarrgebietes der Pfarre Salvator am Wienerfeld als Expositur zugeschlagen, aus dieser ging die Pfarre Emmaus am Wienerberg hervor. Die 1931 im Ortsteil Neustift errichtete Seelsorgestation wurde 1939 zur eigenständigen Pfarre Inzersdorf-Neustift erhoben, was ebenfalls eine Verkleinerung des Pfarrgebietes von St. Nikolaus bedeutete.

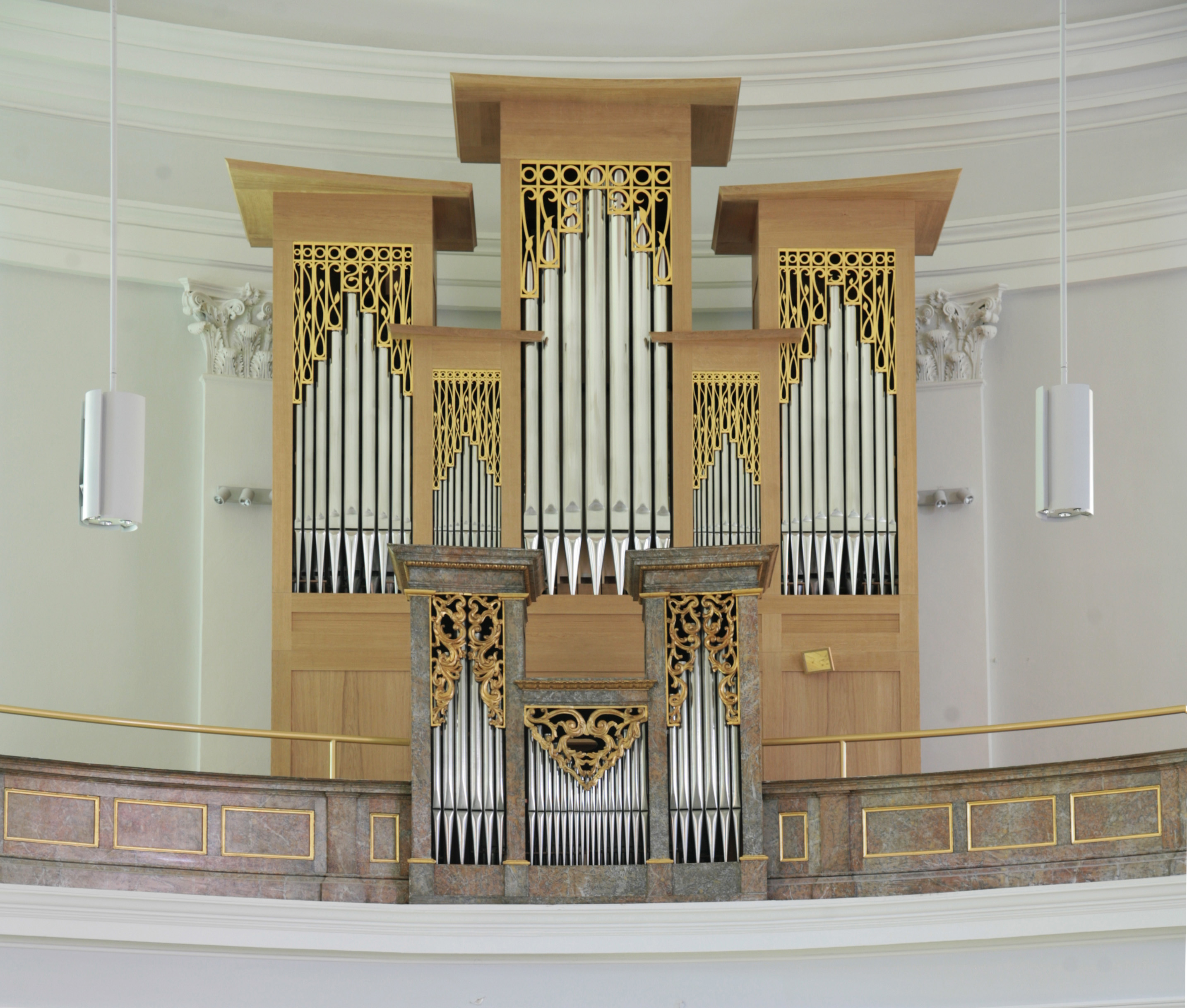
Rohlf-Orgel von 2016

Im Zweiten Weltkrieg erlitt die Pfarrkirche Inzersdorf schwere Beschädigungen, die von 1956 bis 1964 beseitigt wurden. Eine weitere Sanierung und Umgestaltung erfolgte in den Jahren 1980/1981, bei der die Kirche auch neue, von Anton Lehmden gestaltete, Kirchenfenster erhielt. 1999 schuf der Künstler außerdem eine neue gemalte Darstellung des Kreuzwegs und fügte ihr die unübliche 15. Station der Auferstehung bei.
In Vorbereitung auf das Pfarrjubiläum 2017 wurde das Gebäude in Koordination mit dem Bundesdenkmalamt, dem Magistrat der Stadt Wien und der Erzdiözese Wien restauriert. In einem ersten Schritt erfolgte im Jahr 2013 eine Mauertrockenlegung sowie die Verlegung eines neuen Fußbodens samt Heizung und elektronischer Steuerung. 2016 schuf Johannes Rohlf eine neue Orgel, wobei er das erhalten gebliebene alte Rückpositiv mit einbezog.